# Вулиця Кримська (Львів)
Вулиця Кримська — вулиця у Галицькому районі міста Львова, у місцевості Снопків. Сполучає вулиці Кубанську з Зеленою. Прилучається вулиця Лупиноса.

## Назва
- від 1917 року — вулиця 22 Січня, у назві увічнено дату початку Січневого повстання 1863 року.
- від 1943 року — Ціґельгюттенвеґ (Дорога до цегельні).
- від 1944 року — вулиця 22 Січня, повернена передвоєнна назва.
- від 1945 року — вулиця Кримська, на згадку про утворення Кримської області 30 червня 1945 року[6][7].

## Забудова
Забудова вулиці Кримської — радянський конструктивізм, садибна двоповерхова.
№ 26а — дев'ятиповерховий житловий будинок, збудований 1974 року за проєктом архітектора Ярослава Назаркевича як гуртожиток комбінату будівельних матеріалів «Облміжколгоспбуд» (нині — Львівське обласне кооперативне міжгосподарське об'єднання по агропромисловому будівництву «Львівоблагропромбуд»). 2013 року гуртожиток перейшов в комунальну власність міста. 2016 року мешканцями житлової частини будинку створено ОСББ «Кримське». Також частину приміщень займає ТзОВ «Львівський навчально-технологічний комбінат». 
№ 28 — дев'ятиповерховий житловий будинок, збудований 1974 року за проєктом архітектора Ярослава Назаркевича як гуртожиток Львівського відділення державного проектного інституту «Київський Промбудпроект». За радянських часів тут працював прокатний пункт, нині частину приміщень орендують представництво українсько-канадського спільного підприємства «Еміграційний міст», ресторан «Пан Тао» та хостел «На Кримській».
№ 30 — дев'ятиповерховий житловий будинок, збудований 1974 року за проєктом архітектора Ярослава Назаркевича як студентський гуртожиток Львівського державного інституту прикладного і декоративного мистецтва (нині — Львівська національна академія мистецтв).
№ 31а, 31б — два житлових таун-гауси (зблоковані котеджі), збудовані у 2000-х роках.
№ 43 — гостьовий будинок «Замкова садиба», розрахований на сім кімнат.
№ 47 — житловий будинок, в якому у 1950-х роках містився гуртожиток № 6 Львівського педагогічного інституту. 
№ 107 — дев'ятиповерховий житловий будинок з вбудованими офісними приміщеннями та підземним паркінгом, збудований у 2013—2015 роках архітектурно-девелоперською фірмою «Флагман-капітал». Нині в приміщенні на першому поверсі будинку міститься відділення № 2 АТ «ПроКредит Банк».
На вулиці збереглися три ставки «Зеленого ока», які одержали цю назву на початку XX століття від однойменної невеличкої купальні, що була розташована в яру під Снопківським парком між сучасними вулицями Тарнавського та Кримською. Купальню з пляжем та дерев'яним купальним будинком зводили та облаштовували за проєктом архітекторів Рудольфа Польта і Рудольфа Рімера у 1934—1935 роках. Власниками будинку купальні та ставів, на яких її облаштовано, було подружжя Аделії та Юліана Малушинських. Родині Малушинських також належав ампірний палацик зі сфінксами при сучасній вул. Зеленій, 102.